# Nissan Lucino
Der Nissan Lucino ist ein von 1994 bis 1999 hergestelltes kompaktes Frontantriebs-Coupé des japanischen Automobilherstellers Nissan. In Europa wurde der Lucino nicht angeboten, in Nordamerika mit Zweilitermotor unter der Bezeichnung Nissan 200SX (nicht zu verwechseln mit dem auf dem Nissan Silvia basierenden gleichnamigen Sportcoupé) verkauft. 
Im Mai 1994 präsentierte Nissan den Lucino, ein zweitüriges Stufenheckcoupé, das auf dem kurz zuvor eingeführten Nissan Pulsar N15 basierte, der mit dem europäischen Nissan Almera und dem nordamerikanischen Nissan Sentra verwandt war.

Zur Wahl standen Vierzylindermotoren von 1,5, 1,6, 1,8 oder 2,0 Liter Hubraum, alle mit zwei obenliegenden Nockenwellen und 16 Ventilen ausgestattet; die Leistungsspanne reichte von 77 bis 129 kW (105 bis 175 PS).

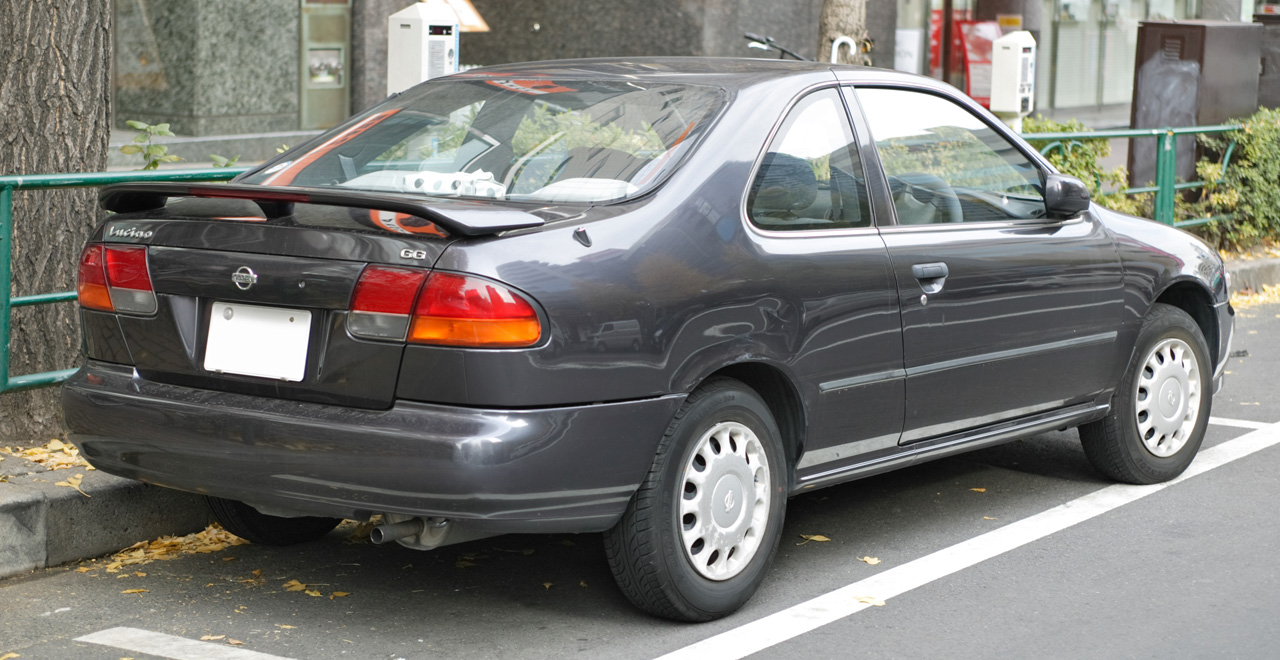
Heckansicht
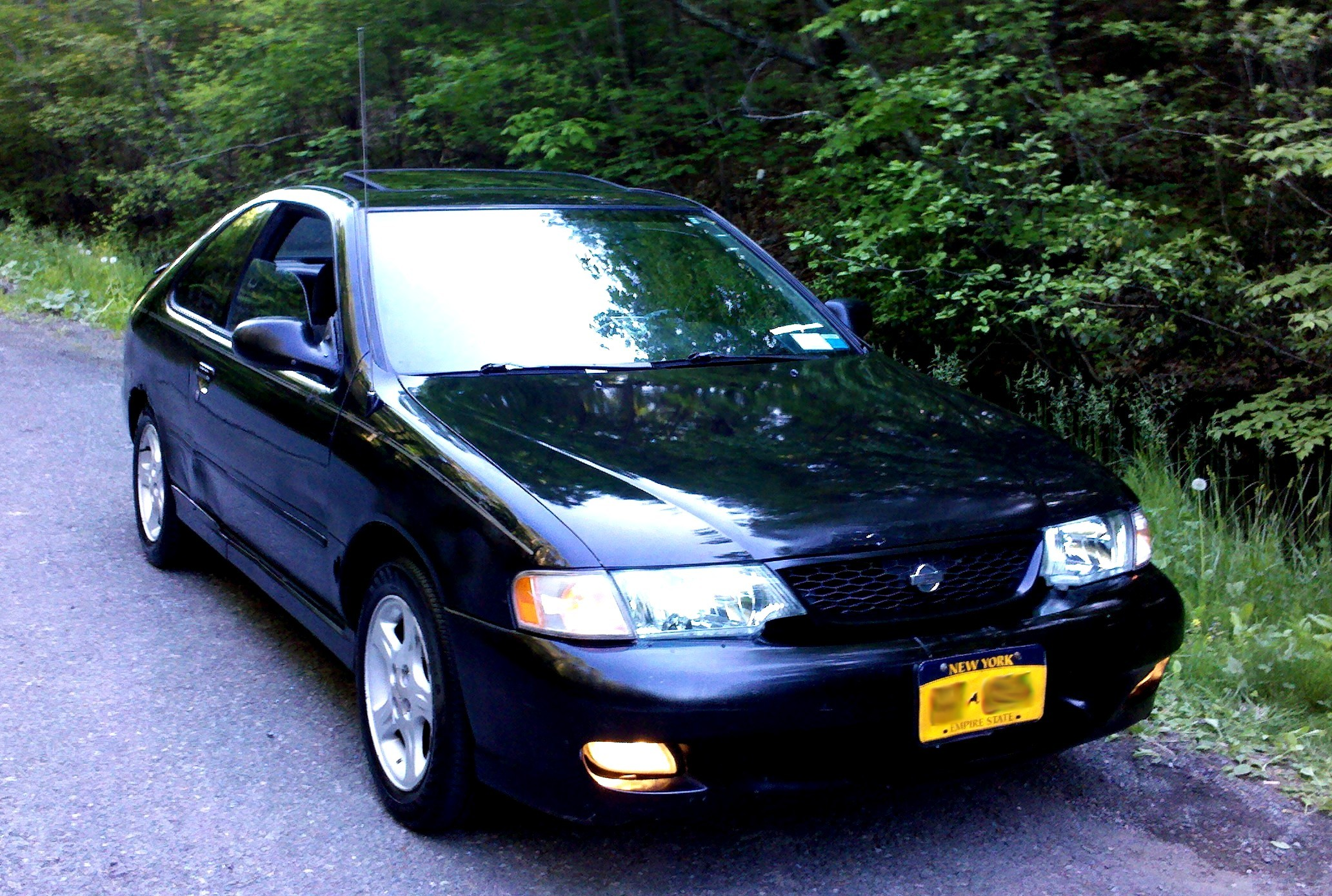
200SX SE-R